# Luchtbevochtiger

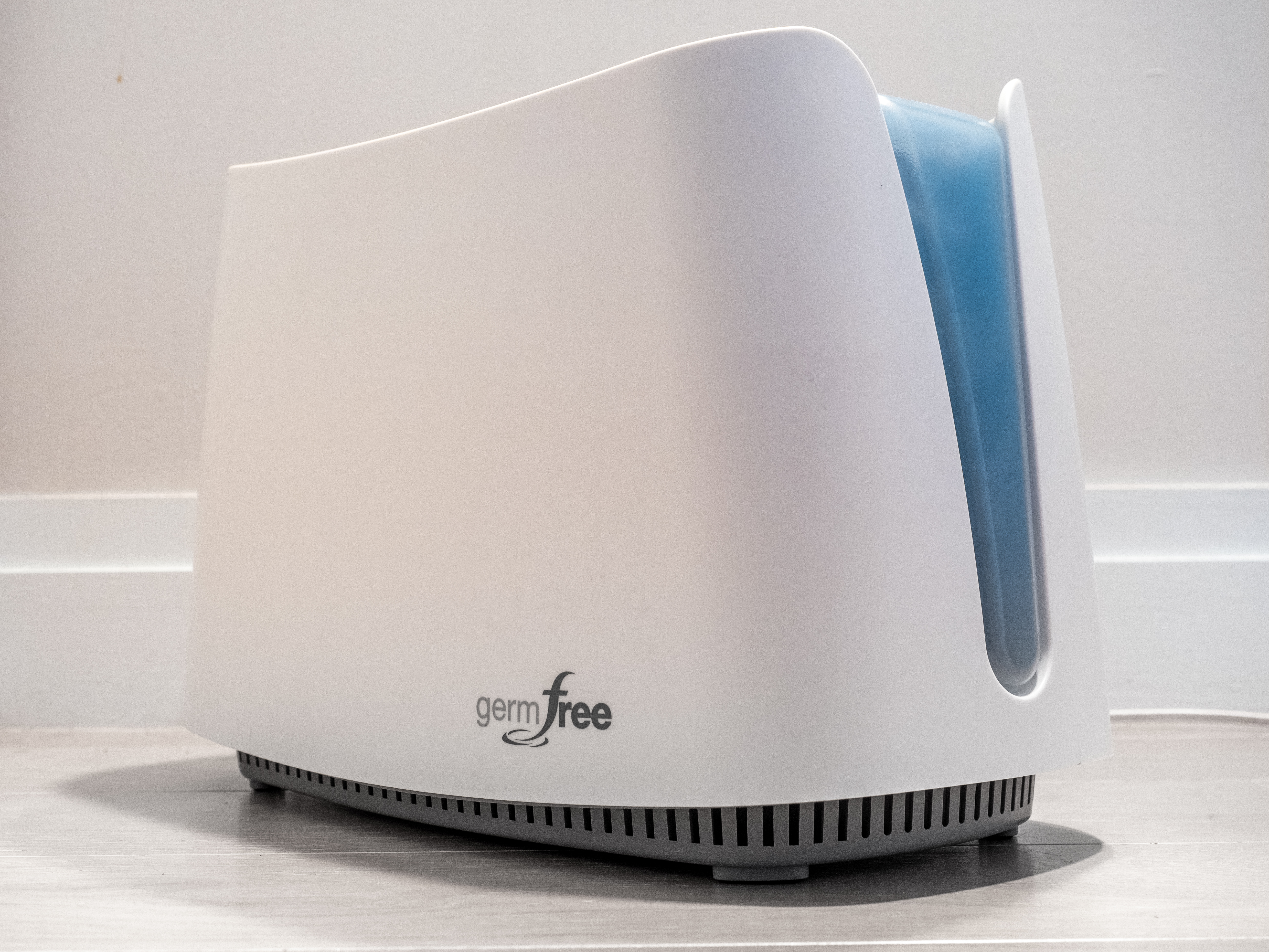
Een luchtbevochtiger van Honeywell

Een luchtbevochtiger of humidifier is een huishoudelijk apparaat dat ontworpen is om de relatieve luchtvochtigheid in een kamer of andere afgesloten ruimte te verhogen. Door zeer kleine waterdruppels in de omringende lucht te blazen, neemt het vochtigheidsniveau van de omliggende lucht toe. Een juiste luchtvochtigheid binnenshuis is belangrijk voor een normaal woon- of leefcomfort. Een comfortabel niveau in de meeste woningen ligt tussen de 30-60%. In droge klimaten of kunstmatig verwarmde ruimtes, bijvoorbeeld bij het aanstaan van de verwarming in de winter, kan de luchtvochtigheid soms wel afnemen tot 20-30%.
Een te lage luchtvochtigheid kan het risico verhogen op huidklachten (dermatitis), hoesten door verdroging van slijmvliezen, en geïrriteerde ogen (bij lensdragers). Ook door overmatig gebruik van luchtbevochtigers kunnen problemen ontstaan, zoals de groei van schimmel en allergenen als huisstofmijt. Continue blootstelling aan een te hoge luchtvochtigheid kan zelfs leiden tot allergische alveolitis.
In woningen worden luchtbevochtigers vaak gebruikt om een enkele ruimte te bevochtigen, maar er bestaan ook grootschaliger installaties, die zijn aangesloten op het HVAC-systeem (of klimaatkast) van een huis, kantoor of ander gebouw. Deze kunnen de luchtvochtigheid van hele verdiepingen reguleren. Medische ventilatoren zijn soms uitgerust met luchtbevochtigers voor meer comfort voor de patiënt.